# Andrea Finocchiaro Aprile
Andrea Finocchiaro Aprile (Lercara Friddi, 26 juin 1878 – Palerme, 15 janvier 1964) est un homme politique italien, chef de file du Mouvement pour l'indépendance de la Sicile (MIS).

## Biographie
Fils de Camillo Finocchiaro Aprile, homme politique libéral et plusieurs fois ministre, notamment de la grâce et de la justice du gouvernement Fortis , Andrea Finocchiaro Aprile est issu de la bourgeoisie de Palerme. Sa mère, Giovanna Sartorio, appartient à la noblesse sicilienne.
Son frère, Emanuele, ingénieur, a également été député du royaume d'Italie.
Andrea Finocchiaro Aprile est professeur d'histoire du droit à l'université de Ferrare et à partir de 1912 à Sienne. Il est membre du Conseil supérieur de l'instruction publique entre 1916 à 1919.

### La politique avant le fascisme
Il entame son activité politique sur les traces de son père, avec son élection comme député libéral à la Chambre en 1913. Défenseur des intérêts des propriétaires terriens qui craignent les conséquences de la guerre sur l'agriculture, il défend avec Giolitti la neutralité de l'Italie dans le conflit mondial.
Il est nommé dans le gouvernement Nitti I sous-secrétaire à la guerre de juin 1919 à mars 1920 puis aux finances jusqu'en mai 1920 et est réélu à la Chambre en 1919 sur une liste sociale-démocrate.
Grand maître de la franc-maçonnerie, il est inscrit à la loge antirégionaliste du Palais Giustiniani.
Il est le seul du parti démocratique à être réélu en 1921, après une campagne électoralelors de laquelle il prône une décentralisation administrative. 
Il dénonce le caractère réactionnaire du régime fasciste qu'il juge plus favorable aux intérêts des industriels du Nord qu'à l'économie méridionale, mais tente d'obtenir de Mussolini le poste de gouverneur de la Banque d'Italie et n'a pas plus de succès pour prendre la direction du Banco di Sicilia.
Il se présente en 1924, sur la liste de l'Union nationale de Giovanni Amendola, plutôt que dans la liste fasciste. Il n'est pas réélu .
En 1925, au sein de la commission mixte chargée de la réforme des lois ecclésiastiques, il relaie les positions de la franc-maçonnerie contre les ouvertures de Mussolini envers l'Église.

### Durant la période fasciste
Il se retire en 1925 de la politique active et exerce comme avocat à Rome  .
En 1936, il soutint la guerre en Ethiopie et à l'invasion de l'Albanie.

### Indépendance sicilienne
Au cours de l'hiver 1942, il se rapproche d'anciens élus siciliens de l'époque préfaciste. Il revient officiellement à la politique en juin 1943, quelques jours avant le débarquement des alliés en Sicile, en lançant avec un Comité d'action un appel à Palerme pour la résistance passive contre l'Italie fasciste, qui deviendra le noyau originel du Mouvement indépendantiste sicilien. Il a également des contacts étroits avec les services de renseignement britanniques et américains, puis avec l'Amgot, pour défendre la cause séparatiste.
Il autorise la naissance de l'Armée volontaire pour l'indépendance de la Sicile (EVIS) en 1944. Cette année-là, il échappe à un attentat lors d'une manifestation organisée par le MIS à Regalbuto, puis est arrêté sur ordre du gouvernement Bonomi. Le MIS en 1944 compte près d'un demi-million de membres.
Il est libéré en 1945 mais, en octobre de la même année, est de nouveau arrêté avec son bras droit Antonino Varvaro, pour avoir adressé une demande officielle d'indépendance à la Conférence de San Francisco, et est envoyé à l'isolement politique à Ponza jusqu'en mars 1946,.
En juin 1946, il est élu député à l' Assemblée constituante sur les listes du Mouvement pour l'indépendance de la Sicile. Il y déclare en séance que « La Sicile n'accepte de participer à la vie nationale italienne que si l'Italie est transformée en une confédération au sein de laquelle la Sicile jouirait d'une autonomie complète. »

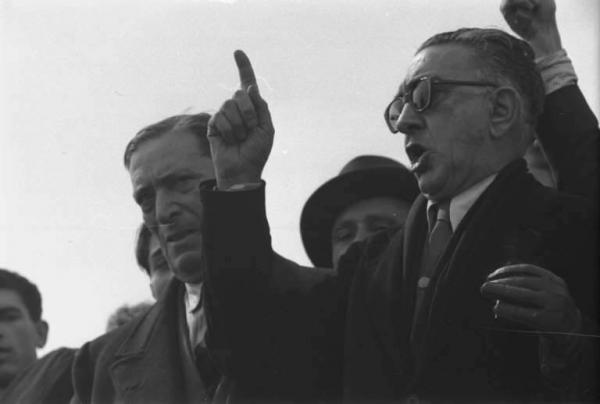
Andrea Finocchiaro Aprile s'adresse à la foule en février 1947 à l'aéroport de Palerme.

En 1947, Varvaro s'oppose à la transversalité politique du MIS défendue par Finocchiaro Aprile en souhaitant que le parti s'engage clairement à gauche. Au IIIe Congrès National de Taormine, Varvaro est expulsé du MIS en raison de ces divergences et de la pression de la frange réactionnaire incarnée par Tasca et Carcaci  . Il accuse des élus démocrates chrétiens, dont les ministres Vanoni et Campilli, d'occuper des postes rémunérés dans des organismes publics, ce soupçons démentis par un rapport parlementaire.
En mai 1947, il est élu député à l'Assemblée régionale sicilienne, dont il démissionna en mars 1948, pour être candidat, malheureux, aux premières élections du Parlement républicain. Ayant renonçant au poste de sénateur de plein droit, comme député pendant au moins trois législatures, il quitte le MIS qui — ayant perdu toute représentation parlementaire nationale et régionale — se dissout en 1951.

### Dernières expériences politiques
Il se rapproche des communistes sans adhérer au PCI et est nommé juge de la Haute Cour de la région sicilienne.
Il fait un retour éphémère en 1953, lorsqu'il accepte, sans être élu, la tête de l'Alliance nationale démocratique, dont la liste, animée par des libéraux et des centristes proche de la franc-maçonnerie, empêche à la DC de bénéficier de la loi majoritaire.
Il préside de la Ligue des droits de l'homme en Sicile et siège au Conseil mondial de la paix.